# 雷诺河畔卡萨莱基奥
雷诺河畔卡萨莱基奥是意大利艾米利亚-罗马涅大区博洛尼亚省的一个镇。